# Нурул Айини Сулаэман
Нурул Айини Сулаэман (индон. Nurul Ayinie Sulaeman; род. 28 июня 1992) — индонезийская фигуристка, выступавшая в одиночном катании. Двукратный серебряный призёр чемпионата Индонезии (2015, 2016), участница Азиатских игр (2017).

## Биография
Нурул Айини Сулаэман начала заниматься фигурным катанием в восемь лет. Во время спортивной карьеры соревновалась в одиночном катании. Её наставниками были Джони Сусант и Леонардо Арантон, а Бон Агус Нугрохо являлся и тренером, и хореографом.
Поскольку Индонезия выделяет на спорт лишь небольшую часть государственного бюджета, в стране слабо развита инфраструктура для фигурного катания. В столице — Джакарта — всего два катка, которые расположены в торговых центрах. Профессиональным фигуристам, в том числе Айини Сулаэман, приходилось делить лёд с любителями, что осложняло изучение элементов. Несмотря на внешние сложности, на национальном уровне Айини Сулаэман дважды становилась серебряной медалисткой индонезийского чемпионата (2015, 2016).
В 2017 году фигуристка участвовала в Азиатских играх, проходивших в Японии. Команда Индонезии тогда впервые выступила на зимней Азиаде. Нурул в первый день состязаний заняла последнее двадцать четвёртое место и набрала 16,81 балла. Во время короткого проката она исполнила пять из семи заявленных элементов, получив на всех пяти отрицательные оценки за уровень исполнения (GOE). В произвольной программе, где фигуристы должны сделать двенадцать элементов, она выполнила одиннадцать из них, а чисто три — одинарный аксель, двойной сальхов и хореографическую последовательность. За второй прокат индонезийка набрала 30,88, снова став последней, а по сумме двух выступлений — 47,69 баллов.
В дальнейшем она завершила карьеру спортсменки и начала обучать других фигурному катанию.

## Программы
| Сезон   | Короткая программа                                                                | Произвольная программа                                                   |
| ------- | --------------------------------------------------------------------------------- | ------------------------------------------------------------------------ |
| 2016/17 | - «Through the Eyes of Love» (музыка из фильма «Ледяные замки») Мелисса Манчестер | - «The Trailer» Джей Ти Питерсон - «I Love You Always Forever» Betty Who |

## Результаты
| Соревнования        | 14/15 | 15/16 | 16/17 |
| ------------------- | ----- | ----- | ----- |
| Азиатские игры      |       |       | 24    |
| Чемпионат Индонезии | 2     | 2     |       |